# Фонд Солідарності Європейського Союзу
Фонд Солідарності Європейського Союзу (англ. European Union Solidarity Fund, EUSF) був заснований у 2002 році. Його мета — надання допомоги Європейського Союзу державам-членам при великомасштабних стихійних лихах. Катастрофи вважаються великомасштабними, якщо збитки від них перевищують 3 мільярди євро, або 0,6 % від валового національного доходу країни.